# 汊川郡
汊川郡，又作𣿭川郡、汶川郡，中国南北朝时设置的郡。
西魏改魏安郡置汊川郡，北周沿置，治所在甑山县（今湖北汉川市东南十里），为沔州治所。下辖甑山县一县。明代曹学佺《名胜志》称汉川郡“以县南一里汊水为名”。沔州废除后，改属复州。隋文帝开皇三年（583年）废汊川郡，属县直属复州。